# Луціан Шенвальд
Луціан Шенвальд (псевдоніми — «Adam Greczan», «Max і Marian Wohl»; пол. Lucjan Szenwald; 13 березня 1909, Варшава — 22 серпня 1944, Курів, Пулавський повіт, Люблінське воєводство) — польський письменник, поет, перекладач та комуністичний діяч.

## Біографія
Він народився 13 березня 1909 року у Варшаві в інтелігентній родині, пронизаній культом мистецтва. Навчався у 1-й неповній гімназії у Варшаві на вул. Журавській, 49. Дебютував 1925 року в літературній групі «Скамандр» віршами «Infekcja» і «Garnek». Раніше юний поет друкувався в шкільних журналах. Розміщував там свої вірші, переклади та статті. Уже молодшим школярем виявив лінгвістичні інтереси: у шкільному віці почав перекладати твори Вільяма Шекспіра, Персі Біші Шеллі, Володимира Маяковського.
Після складання іспиту на атестат зрілості у 1926 році, Шенвальд вступив у Варшавський університет, де під керівництвом професора Тадеуша Зелінського почав вивчати класичну філологію. Тадеушу Зелінському згодом присвятив один зі своїх віршів — «На честь філолога». Під час навчання він познайомився з членами літературної групи «Квадриґа», співзасновником якої став з 1927 року разом зі Станіславом Ришардом Добровольським, Мечиславом Бібровським, Стефаном Флуковським, Владиславом Себілою, Станіславом Цесельчуком, Влодзімєжем Слободніком, Константиєм Ільдефонсом Галчинським та Александером Малішевським. У другому номері журналу цієї групи під такою ж назвою Шенвальд опублікував програмну статтю всієї групи «Про смерть». Після закриття журналу у 1931 році Шенвальд налагодив співпрацю з лівими комуністами. У 1932 році вступив до лав Комуністичної партії Польщі. Через два роки він починає публікувати агітаційні вірші під псевдонімами: Adam Greczan, Max і Marian Wohl та згодом стає редактором молодіжного журналу «Na Przełaj». У 1935 році він написав свій наймасштабніший твір «Сцена біля струмка».
Наступний період у житті поета припадає на 1937–1939 роки та пов'язаний з його драматичними творами: «Христофор Колумб на Саргасовому морі» (пол. Krzysztof Kolumb na morzu Sargassowym), «Птахи і плазуни» (пол. Ptaki i gady); перший твір транслювався як радіоп'єса. Значна частина творів цього періоду не збереглася.
Після початку Другої світової війни він переїхав до Ковеля, а потім у грудні 1939 року переїхав до Львова, де влаштувався на роботу в польській редакції дитячого радіо. У Львові він написав драму про Ярослава Домбровського, яка згодом зникла, і поему про Миколая Коперника, а також переклав твори Павла Тичини, Максима Рильського та Олександра Пушкіна, які також не збереглися. У цей період поет подає заяву про вступ до Всесоюзної комуністичної партії (більшовиків). У червні брав участь у маневрах частини Червоної армії. До 1943 року він перебував у Сибіру, де написав свою поему «Прощання з Сибіром». З 1943 року вів хроніку 1-ої Варшавської піхотної дивізії імені Т. Костюшка. Брав участь у битві під Леніно 12–13 жовтня 1943 року. Поетичною згадкою про його участь у цій битві є написана того ж місяця «Балада про перший батальйон» про 1-й піхотний полк (у її тексті дві строфи були присвячений командиру батальйону майору Броніславу Ляховичу, який тоді загинув.
У 1944 році, після підвищення в званні до капітана, Шенвальд почав працювати в політично-педагогічній школі офіцерів. Того ж року він помер від поранень, яких зазнав під час аварії біля Курова 22 серпня 1944 року. Похований на Алеї заслуг Повонзківського цвинтаря (ділянка A28-tuje-3).

## Творчість
У віршах і поемах він звертався до класичної та романтичної традиції; перекладав твори класиків англійської та російської літератури. Автор слів досі відомої пісні «Хай живе війна» (пол. «Niech żyje wojna»), яку в повоєнний час виконували, зокрема, Станіслав Гжесюк та Мацей Маленчук, а також поеми «Балада про перший батальйон» (пол. «Ballada o pierwszym batalionie»). Пісня «Хай живе війна» також увійшла до альбому «Luksus» гурту «Szwagierkolaska» (у виконанні Мунєка Стащика).

### Поезія
- «Кухня моєї мами» (пол. «Kuchnia mojej matki»; 1931);
- «Сцена біля струмка» (пол. «Scena przy strumieniu»; 1936).